# Un ragazzo una ragazza
Un ragazzo una ragazza è un singolo del gruppo musicale italiano The Kolors, pubblicato il 7 febbraio 2024.
Il brano è stato presentato in gara durante la 74ª edizione del Festival di Sanremo, dove si è classificato al sedicesimo posto al termine della kermesse musicale.

## Descrizione
Il brano, scritto dai componenti della band Antonio Stash Fiordispino e Alex Fiordispino con Tropico e Francesco Cattiti, è stato raccontato dal frontman del gruppo Stash in un'intervista rilasciata a L'Officiel Italia:
In un'intervista rilasciata a Rockol Stash ha raccontato che musicalmente il brano ha avuto una ricerca nei suoni nello spettro musicale del brano Kiss di Prince:

## Accoglienza
Il brano ha ottenuto recensioni generalmente favorevoli da parte della critica musicale italiana.
Andrea Conti de Il Fatto Quotidiano definisce la canzone come «una delle più potenti dei The Kolors», grazie a «un vortice di musica up-tempo, batteria e basso incessante». Andrea Laffranchi del Corriere della Sera scrive che il brano presenta «cassa dritta e profumo funk». Silvia Danielli di Billboard Italia scrive che restano nelle sonorità «dance anni ’80 di Italodisco» con un «semplice» linguaggio testuale. Il Messaggero afferma che si tratti di un «tormentone letale», composto da «violini Anni ’70, fiati e bassi funk».

## Video musicale
Il video musicale, diretto dai YouNuts! (Niccolò Celaia e Antonio Usbergo), è stato pubblicato sul canale YouTube del gruppo contestualmente all'uscita del brano. Il video, realizzato con un'estetica che omaggia gli anni Ottanta ha come protagonista la cantante polacca Blanka nei panni di un'insegnante di fitness.

## Tracce
Testi e musiche di Antonio Fiordispino, Alex Fiordispino, Davide Petrella e Francesco Catitti.
1. Un ragazzo una ragazza – 3:37
2. Un ragazzo una ragazza (Molella Remix) – 3:48
3. Un ragazzo una ragazza (Danko Remix) – 2:19
4. Un ragazzo una ragazza (Joe T Vannelli Remix) – 3:02
5. Un ragazzo una ragazza (Dancehall Nik T. Remix) – 3:31
6. Un ragazzo una ragazza (Sped Up) – 3:05
7. Un ragazzo una ragazza (Slowed Down) – 4:00

7"
1. Tu con chi fai l'amore – 3:31
2. Un ragazzo una ragazza – 3:37

## Classifiche

### Classifiche settimanali
| Classifica (2024) | Posizione massima |
| ----------------- | ----------------- |
| Bielorussia       | 58                |
| Estonia           | 69                |
| Italia            | 7                 |
| Svizzera          | 37                |

### Classifiche di fine anno
| Classifica (2024) | Posizione |
| ----------------- | --------- |
| Italia            | 18        |

## Riconoscimenti
- Music Awards
  - 2024 – Premio singolo multiplatino[22]

- Videoclip Italia Awards
  - 2025 – Candidatura alla migliore scenografia[23]